# Spinolas letztes Gesicht
Spinolas letztes Gesicht ist ein deutsches Stummfilmmelodram aus dem Jahre 1915 von Walter Schmidthässler mit Rudolf Klein-Rhoden in der Titelrolle und Maria Carmi in der weiblichen Hauptrolle.

## Handlung
Marie ist die Tochter eines Buchbindermeisters. In seinem Auftrag soll sie einige Bücher an einen Kunden ausliefern. Bei besagtem Herrn Beron lernt sie einen gewissen Spinola kennen, der den Ruf hat, ein rechter Wüstling zu sein. Sofort ist Spinola verzückt von der Anmut und Unschuld der jungen Frau und beauftragt Buchbinder Martin, ihm dessen Tochter zur Übernahme mehrerer zu bindenden Bücher zu schicken. Augenblicklich wird Spinola zudringlich und versucht, nachdem Marie ihm die kalte Schulter gezeigt hat, sie mit einem Geschenk zu „kaufen“. Doch auch diesmal bleibt Marie standhaft. Schließlich versucht Spinola sie mit einer gut bezahlten Stelle zu sich zu locken. Nun wird der reiche Wüstling mit Gewalt zudringlich. Marie weiß sich nicht anders zu erwehren, als dem Mann damit zu drohen, aus dem Fenster in den Tod zu springen. Spinola lässt von ihr ab und wandelt plötzlich sein Gesicht: Er tut so, als sei dies alles Teil einer Prüfung, der er Marie unterziehen wollte, um sie auf ihre Tugendhaftigkeit hin zu prüfen. Höflich hält er um ihre Hand an. Marie unterliegt seinem herrischen Charme und, geblendet von dem Reichtum, den Spinolas umgibt, willigt sie schließlich ein, seine Frau zu werden. Bald kommt es zur Verlobung.
Bei der Hochzeit bleibt man unter sich. Marie sitzt an der Tafel sehr bedrückt und macht alles andere als einen glücklichen Eindruck. Als ihr plötzlich alles zu viel wird, stürzt sie von der Tafel auf und eilt in ihr Schlafgemach. Dorthin folgt ihr Spinola und nimmt sie mit Gewalt. Spinola erweist sich in der Ehe als wahrer Tyrann, der neben Marie nichts und niemanden duldet. Einen kleinen Vogel im Käfig, der Maries letzter Vertrauter geblieben ist, entlässt er in die Freiheit, sodass nun Marie nichts mehr bleibt. Als Spinola eines Tages eine Gesellschaft gibt, erklärt er Maries Anwesenheit nicht für nötig und sperrt sie aus. In diesem Moment denkt Marie mit glückseliger Miene an den jungen Poeten zurück, der ihr kurz nach der verhängnisvollen Begegnung mit Spinola einst eine Rose durch das offene Zimmerfenster geworfen hatte. Spinola, der mit seinen Gästen derweil eine regelrechte Orgie feiert, möchte auf einmal nun doch seine Frau dabei haben und lässt sie vom Hausdiener holen. Marie ist entsetzt, als sie sieht, wie hemmungslos die Anwesenden sich dem Bacchanal hingeben. Spinola verlangt von ihr, dass sie ein Glas Sekt auf sein Wohl erheben möge, da schlägt sie ihm den Kelch aus der Hand und rennt ins Freie. Draußen trifft sie auf eben jenen Dichter, der mit seiner Blume einst ihr Herz berührt hatte …
Zwischen Marie und ihrem Bettelpoeten kommt es zu ersten vorsichtigen Zärtlichkeiten, die ein Hausdiener beobachtet und augenblicklich seinem Herrn mitteilt. Der rast vor Eifersucht und heckt einen Plan aus, um sich an Marie und ihrem vermuteten Liebhaber zu rächen. Marie soll ihr Brautkleid anlegen, in dem der Dichter seine Liebe sieht. Entsetzt flieht er von dannen, verfolgt von Spinola. Später kehrt der Wüterich zu ihr zurück und schleppt sie mit sich, um ihren Körper an dem zusammengesunkenen des Poeten abzulegen. Hat Spinola ihn ermordet? Es scheint so. Als Marie ihren Liebsten jedoch in dieser Haltung liegen sieht und ihn tot glaubt, bricht sie zusammen und stirbt. Vom Wahn ergriffen, rennt Spinola fort, zurück in sein herrschaftliches Anwesen. Dort sackt er völlig erschöpft zusammen. Im Traum erscheint ihm Marie, wie sie von der Totenbahre aufersteht. Als Spinola wieder erwacht, begibt er sich an eben diese Bahre und rennt anschließend wie von Sinnen nach draußen, um aufgrund seiner schändlichen Tat den Tod zu suchen. Hier zeigt er sein letztes, von Wahn gezeichnetes Gesicht. Dem Dichter, der lediglich sein Bewusstsein, nicht aber sein Leben verloren hatte, erscheint Marie gleichfalls, ihm jedoch als Glücksbotin. Als er erwacht, stürzt er an die Bahre der geliebten Toten und überschüttet sie mit duftenden Blüten.

## Produktionsnotizen
Spinolas letztes Gesicht entstand wohl im Frühherbst 1915 im Bioscop-Atelier in Neubabelsberg und wurde im Oktober 1915 erstmals in Wien gezeigt. In Deutschland lief der Streifen im darauf folgenden Jahr an.
Der Vierakter besaß eine Länge von 1687 Meter.
Robert A. Dietrich gestaltete die Filmbauten. 

## Kritiken
Die Kinematographische Rundschau befand: „… ein nach jeder Richtung hin ganz hervorragendes Werk von mächtiger Wirkung. Maria Carmi in der Hauptrolle wirkt geradezu erschütternd und vollbringt eine Meisterleistung. Hervorzuheben ist bei diesem Bilde aber auch noch die herrliche Inszenierung und die tadellose Besetzung der übrigen Rollen.“
Die Marburger Zeitung urteilte: „Es wird selten einen Kinofilm von solcher packender Gewalt geben wie ‚Spinolas letztes Gesicht‘.“